# 성뫼산성
성뫼산성은 대한민국 전북특별자치도 진안군 진안읍 군하리에 있는 산성이다. 2017년 6월 29일 진안군의 향토문화유산 제4호로 지정되었다.

## 개요
테뫼식 석축산성으로, 삼국~고려시대 유물이 출토되고 있으며, 난진아현 치소와 관련되고 있다.